# Mascagnia eggersiana
Mascagnia eggersiana là một loài thực vật có hoa trong họ Malpighiaceae. Loài này được (Nied.) W.R.Anderson mô tả khoa học đầu tiên năm 1981.